# Ainsi squattent-elles !
Ainsi squattent-elles ! est un collectif anarcha-féministe non-mixte fondé en été 2006. C'est le 31 mai 2007 qu'a lieu la première émission de radio sur CKIA-FM dans la ville de Québec.
En plus des émissions de radio, Ainsi squattent-elles ! participe au mouvement féministe et pro-choix.

## Projet
Un mercredi sur deux à 18 heures, alliant analyses théoriques et entrevues de terrain, l’émission présente des sujets aussi divers que l'auto-santé, des lectures de poèmes, un horoscope humoristique, des chroniques sur les alternatives menstruelles, les guérillas jardinières, le gratuivorisme, les espaces autogérés, etc. L’objectif est de permettre à des femmes de prendre la parole en tant que femmes, de démystifier le mouvement libertaire, de faire connaître différentes luttes sociales de même que des artistes féminines.
À la fois groupe informel affinitaire et assumant la gestion structurée qu’implique l’organisation d’émissions de radio régulières, le collectif est composé, à l'origine d'une douzaine de contributrices dont : Evelyne Dubuc-Dumas, Émilie Dufour,, Hélène Nazon, Typhaine Leclerc et Joëlle Gauvin-Racine.
Pour Ainsi squattent-elles !, « les ondes sont leur espace », l'objectif est de diffuser une analyse féministe libertaire, par le biais d’une radio communautaire et de prendre part à l’espace public et d’interagir avec un milieu, un quartier.
Elles se réclament de la « culture libertaire » définie comme « un refus de l’autorité jugée illégitime, le recours privilégié à l’action sans intermédiaire et une forme organisationnelle qui se caractérise par l’autonomie, la démocratie directe et la décentralisation du pouvoir ».
L’affiliation est évidente. D'après une participante : « Dès le début, c'était là-dessus que l'appel avait été fait [...] : c'est une réunion féministe libertaire. Si tu viens, tu t'identifies à ça. On ne partira pas sur les débats "c'est quoi être féministe". [...] Libertaire, ça veut aussi dire féministe radicale ».

## Autres actions
En plus des émissions de radio, le collectif organise les 8 mars 2007 et 2008, un cabaret, Sacoches et Mailloches, à l’occasion de la Journée internationale des droits des femmes.
En 2007, 2008 et 2009, le collectif coorganise des rassemblements pro-choix lors de manifestations contre l'avortement.
Le collectif rédige des textes mis en ligne sur son site et, en juin 2008, contribue au lancement du livre Le mouvement masculiniste au Québec : l’antiféminisme démasqué, codirigé par Mélissa Blais et Francis Dupuis-Déri (éditions du remue-ménage).

## Notices
- Centre International de Recherches sur l'Anarchisme (Lausanne) : notice bibliographique.